# Robert Blackford Duncan
Robert Blackford Duncan (ur. 4 grudnia 1920 w Normal, Illinois, zm. 29 kwietnia 2011 w Portland, Oregon) – amerykański polityk związany z Partią Demokratyczną.
W dwóch różnych okresach zasiadał w Izbie Reprezentantów jako przedstawiciel stanu Oregon. Najpierw w latach 1963–1967 przez dwie kadencje Kongresu Stanów Zjednoczonych reprezentował czwarty okręg wyborczy w Oregonie, a następnie w latach 1975–1981 przez trzy kadencje był wybierany reprezentantem trzeciego okręgu wyborczego.